# Morisken

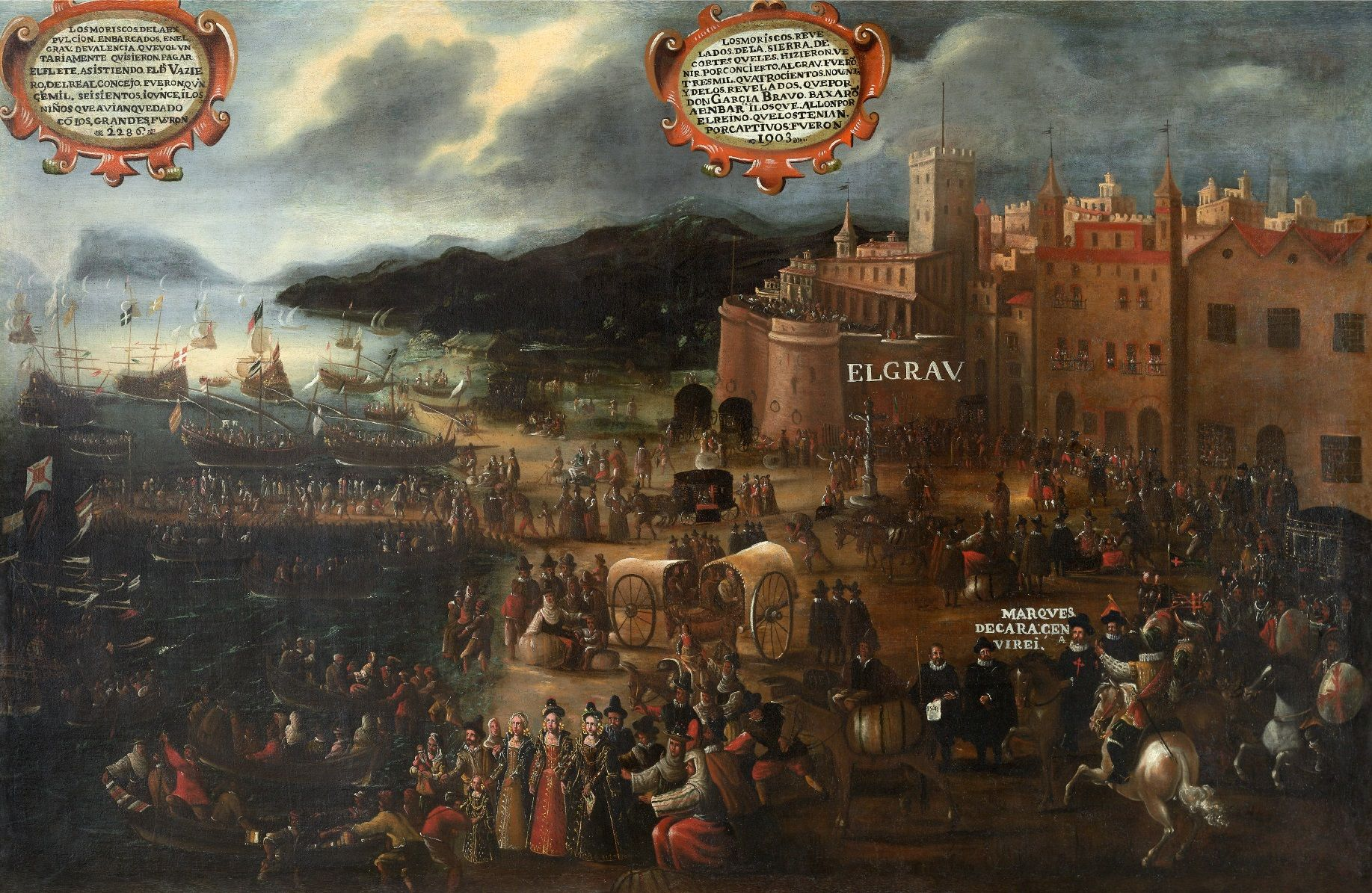
Inscheping van Morisken in Valencia

De morisken (Spaans: Moriscos, Moren) waren de moorse inwoners van Spanje die na de Opstand van Alpujarras van 1499–1501 gedwongen waren christen te worden. Veel van hen bleven in het geheim de islam volgen.

## Geschiedenis

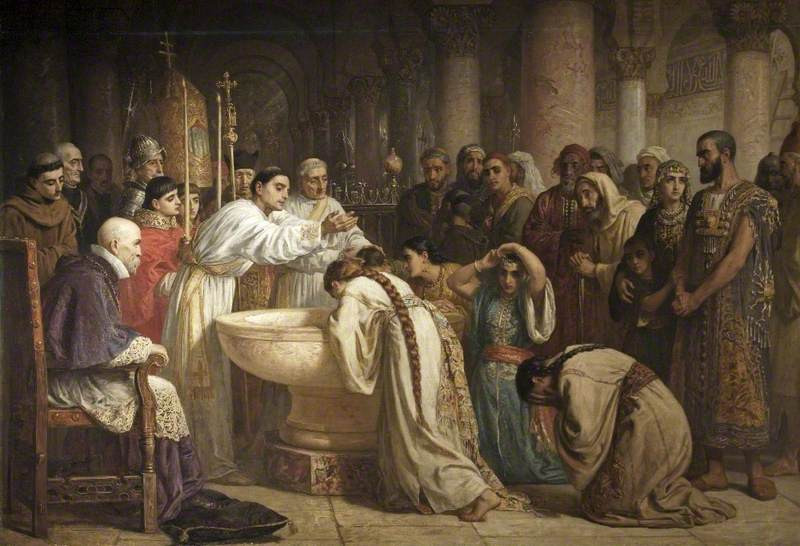
De Moorse proselieten van aartsbisschop Ximenes, Granada, 1500 door Edwin Long (1829–1891)

De morisken leefden van handel en waren welvarend. Bij de capitulatie van Granada in 1492 was de vrijheid van godsdienst voor de moslims geregeld (in het verdrag van Granada). De christelijke bekering van de grotendeels islamitische bevolking van Granada was aanvankelijk weinig succesvol. Katholieke zendelingen onder kardinaal Jiménez gingen daarom op steeds hardere wijze te werk, zoals het verbranden van islamitische teksten en gedwongen bekeringen. Deze schendingen van het verdrag vormden de aanleiding van de opstand van de Alpujarras in 1499, die hardhandig werd onderdrukt. De vrijheid van godsdienst werden opgeheven en moslims waren gedwongen zich (ten minste schijnbaar) te bekeren.
In 1525 werd een edict uitgevaardigd dat de islam verbood, maar het edict werd niet streng nageleefd tot Filips II in 1566 besloot het in zijn volle omvang toe te passen. In 1568 verscheen een nieuw edict, krachtens hetwelk morisken hun moorse levenswijze op dienden te geven en hun kinderen christelijk moesten laten onderwijzen. Het gevolg was een opstand tijdens de kerstdagen die pas in februari 1569 met moeite werd onderdrukt.
Eind 1569 werd op bevel van don Juan van Oostenrijk een oorlog tegen de morisken begonnen die tot 1570 duurde. Zij werden over heel Spanje verspreid. Toen de regering echter de indruk kreeg dat hun aantal groeide en dat sommigen zich een niet onaanzienlijke rijkdom verwierven, besloot zij in 1608 tot hun verbanning op korte termijn (edict van 22 september 1609). Geschat wordt dat 300.000 morisken het land verlieten, waaronder ook diegenen die zich al bekeerd hadden.
Het evangelie van Barnabas werd mogelijk samengesteld in het milieu van morisken.

## Nakomelingen

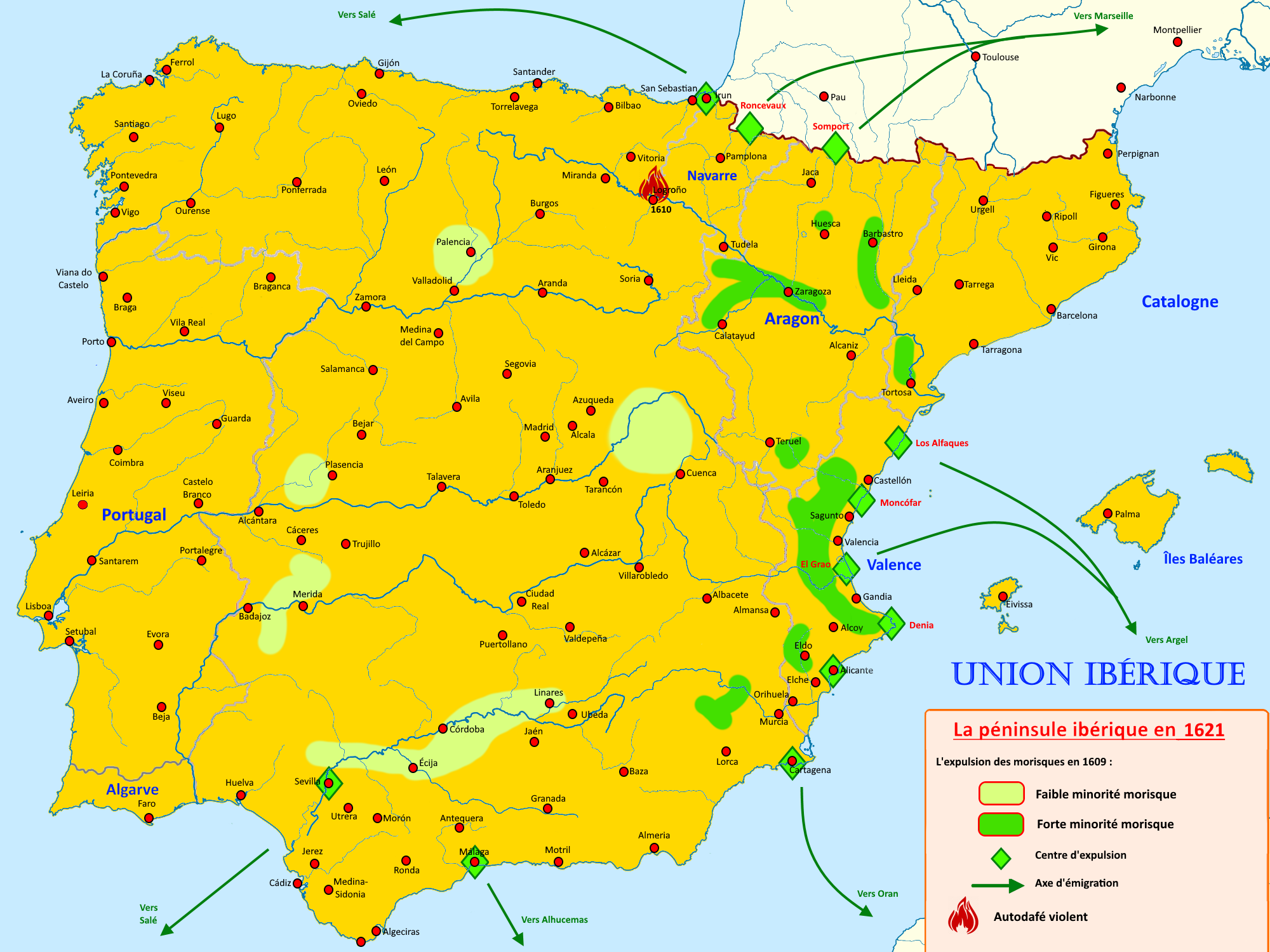
De moslimminderheid van Spanje in 1621.

Na de reconquista werd de bevolking gedwongen bij de doop een christelijke naam aan te nemen. Desondanks hebben enkele families hun Arabische naam behouden. Familienamen van indirecte Arabische oorsprong, zoals Medina, Almunia, Guadarrama of Alcaide, komen veel voor en verwijzen vaak naar toponiemen of beroepen, maar ze zijn niet correct Arabisch. Weinig Arabische achternamen duiden expliciet op Arabische oorsprong, omdat religieuze minderheden in de 15e en 16e eeuw hun achternaam moesten veranderen bij de doop om aan vervolging te ontsnappen. Moslims werden specifiek gedwongen om christelijke achternamen aan te nemen door een reeks koninklijke besluiten in de 16e eeuw. Morisco-leider Muhammad Ibn Ummaya bijvoorbeeld werd gedoopt onder de christelijke naam Fernando de Córdoba y Valor.
Uitzonderingen op de algemene regel zijn zeldzaam, maar een is de achternaam Benjumea of Benjumeda die afstamming van de Omajjaden-adel aanduidt. Momenteel hebben minder dan 6000 Spanjaarden deze achternaam. Een andere, nog minder voorkomende, achternaam die de islamitische afkomst aanduidt, is Muley die nog steeds aanwezig is in het zuidoosten van Spanje en werd behouden vanwege zijn nobele afkomst. Op de Balearen hebben nakomelingen van de Moren de achternaam Bennasar behouden.